# 曹路镇
曹路镇是中国上海市浦东新区下辖的一个镇。面积45.58平方公里。户籍人口6.57万人（2008年）。2000年由顾路镇、龚路镇合併而成。

## 行政区划
曹路镇下辖顾路镇居委会、龚路镇居委会、阳光苑居委会、阳光苑第二居委会、阳光苑第三居委会、曹路居委会、龚新居委会、丰舍苑居委会、丰怡苑居委会、银丰苑居委会、美地芳邻居委会、金钻苑居委会、舜峰家苑居委会、海尚东苑居委会、中虹家苑居委会、永乐村村委会、民建村村委会、光耀村村委会、兴东村村委会、群乐村村委会、众三村村委会、建新村村委会、顾三村村委会、联合村村委会、东海村村委会、顾东村村委会、光明村村委会、赵桥村村委会、努力村村委会、安基村村委会、直一村村委会、直二村村委会、黎明村村委会、永和村村委会、永利村村委会、前锋村村委会、启明村村委会、迅建村村委会、曙光村村委会、新华村村委会、日新村村委会、共新村村委会、新光村村委会、五四村村委会、星火村村委会、新星村村委会、永丰村村委会。